# Lahav Shani

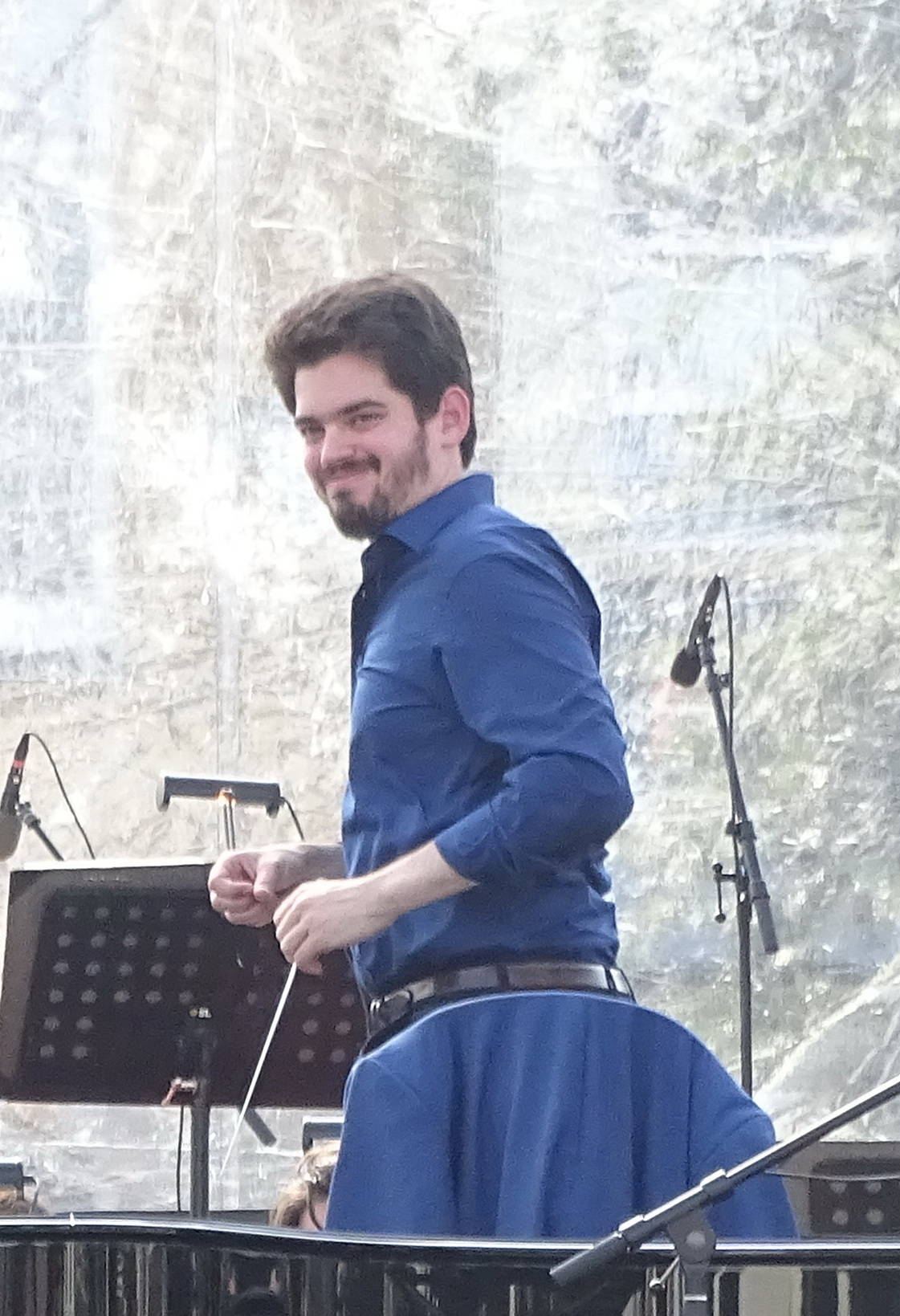
Lahav Shani

Lahav Shani (* 7. Januar 1989 in Tel Aviv) ist ein israelischer Pianist und Dirigent.

## Leben
Lahav Shani ist der Sohn des Chordirigenten Michael Shani. Ab seinem sechsten Lebensjahr erhielt er Klavierunterricht bei Hannah Shalgi und anschließend bei Arie Vardi an der Buchmann-Mehta-Musikschule seiner Heimatstadt. Später nahm er Kontrabassunterricht bei Teddy Kling. Sein Studium setzte er dann an der Hochschule für Musik „Hanns Eisler“ Berlin bei Christian Ehwald und Hans-Dieter Baum (Orchesterleitung) sowie Fabio Bidini (Klavier) fort. Außerdem erhielt er Coachings von Daniel Barenboim.
Shani erzielte seinen Durchbruch als Dirigent dank des ersten Preises beim Internationalen Gustav Mahler Wettbewerb 2013. Seitdem leitete er das Israel Philharmonic Orchestra, das Los Angeles Philharmonic Orchestra, das City of Birmingham Symphony Orchestra, die Staatskapelle Berlin und die Wiener Philharmoniker. In der Saison 2017/18 war Shani ständiger Gastdirigent der Wiener Symphoniker. Am 8. Mai 2018 dirigierte er die Wiener Symphoniker beim Fest der Freude am Wiener Heldenplatz.
Im Juni 2017 gab er sein Debüt mit dem Rotterdamer Philharmonischen Orchester als Dirigent und Klaviersolist. Im August 2017 leitete er das Orchester während des Veerhaven Konzerts. Im September 2018 wurde er dort – als Nachfolger von Yannick Nézet-Séguin – Chefdirigent des Orchesters. Das Rotterdam Philharmonic Orchestra ist sein erstes eigenes Orchester und Shani der jüngste Chefdirigent in der Geschichte des Orchesters.
Außerdem wurde er 2019 designierter Chefdirigent des Israel Philharmonic Orchestra, dessen Leitung als Nachfolger von Zubin Mehta er ab Saisonbeginn 2020/21 ganz übernahm.
Im Januar 2023 wurde bekannt, dass er ab 2026 Chefdirigent der Münchner Philharmoniker werden soll und deshalb seinen Rotterdamer Vertrag, der noch bis Ende der Saison 2025/26 läuft, nicht verlängern wird. Seinen Chefposten in Israel will er weiterhin ausfüllen.
Derzeit (2022) lebt Shani in Berlin.